# Rajmund Zieliński
Rajmund Zieliński (ur. 9 listopada 1940 w Toruniu, zm. 15 sierpnia 2022 w Nowogardzie) – polski kolarz szosowy i torowy. Triumfator Tour de Pologne (1964), olimpijczyk z Tokio 1964 i Meksyku 1968, czwarty średniodystansowiec torowych MŚ w Brnie (1969).
Rajmund Zieliński urodził się w rodzinie Kazimierza Feliksa i Felicji z domu Henich. Studia ukończył w 1978 w Akademii Wychowania Fizycznego w Warszawie, gdzie otrzymał dyplom magistra wf, a także uprawnienia trenera II klasy. Był jednym z wychowanków Ludowych Zespołów Sportowych, reprezentantem LZS Nowogard (1963–1966), LKS Gryf Szczecin (1960, 1963, 1966–1969), Czarnych Radom (1962) i Arkonii Szczecin (1970).
Dużym sukcesem zakończył się jego udział w torowych mistrzostwach świata w Brnie w 1969, gdzie w indywidualnym wyścigu na 4 km zajął 4. miejsce, przegrywając tylko ze Szwajcarem Kurmannem i dwoma Francuzami. 14 maja 1965 jako pierwszy Polak wygrał etap jazdy indywidualnej na czas (54 km) w Wyścigu Pokoju. W 1967 wygrał wyścig Szlakiem Grodów Piastowskich.
Dziesięciokrotny mistrz Polski: 4 km ind. (1963, 1965–1969), 4 km druż. (1967, 1969), wyścig długodyst. 50 km (1966, 1968), sześciokrotny wicemistrz: 4 km ind. (1964, 1967, 1970), wyścig długodyst. 50 km (1967), szosa druż. (1964, 1966).
Najlepszy kolarz szosowy w klasyfikacji PZKol i Challenge „PS” w 1964.
Po zakończeniu kariery zawodniczej trener Gryfu Szczecin i Nasiennika Gryfice.
Rajmund Zieliński został pochowany 22 sierpnia 2022 na Cmentarzu Centralnym w Szczecinie (kw. E95-W4-2).

## Odznaczenia
- Zasłużony Mistrz Sportu
- trzykrotny złoty Medal za Wybitne Osiągnięcia Sportowe
- Krzyż Kawalerski Orderu Odrodzenia Polski.